# Naissance en 1146
Naissance
- 1142
- 1143
- 1144
- 1145
- 1146
- 1147
- 1148
- 1149
- 1150

Cette page dresse une liste de personnalités nées au cours de l'année 1146 :
- Abd al-Ghani al-Maqdisi (en), théologien du sunnisme.
- Théodora Comnène, épouse de Baudouin III de Jérusalem.
- Fujiwara no Ikushi, impératrice consort du Japon.
- Giraud de Barri, juriste et historien ecclésiastique gallois.

## Crédit d'auteurs
- Cet article est partiellement ou en totalité issu de l'article intitulé « 1146 » (voir la liste des auteurs).